# Lauda Air
Lauda Air Luftfahrt GmbH, действовавшая как Lauda Air, — упразднённая австрийская авиакомпания, базировавшаяся в Вене. Выполняла регулярные, чартерные рейсы выходного дня в Европу, Северную Африку, страны Карибского бассейна и Юго-восточной Азии. Портом приписки авиакомпании являлся Венский международный аэропорт. Lauda Air была членом Austrian Airlines Group и Star Alliance.
6 апреля 2013 года авиакомпания прекратила выполнение полётов.

## История
Авиакомпания Lauda Air была основана в 1979 году двукратным (на тот момент) чемпионом Формула-1 Ники Лаудой и начала свою деятельность в 1985 году, первоначально выполняя чартеры и услуги воздушного такси. Лицензия на регулярные перевозки была получена в 1987, лицензия на международные рейсы — в 1990 году. В 1989 Lauda Air начала выполнять первые дальнемагистральные рейсы из Вены в Сидней и Мельбурн через Бангкок. В 1990-е рейсы в Сидней и Мельбурн стали осуществляться через Куала-Лумпур. Впоследствии были открыты ежедневные рейсы в Майами через Мюнхен, в Дубай и на Кубу.
В декабре 2000 года авиакомпания стала подразделением Austrian Airlines, в марте 2007 года штатная численность перевозчика составляла 35 человек. В 2005 году стали выполняться общие рейсы с Austrian Airlines; затем под знаком Lauda Air осуществлялись чартерные рейсы Austrian Airlines Group.
Авиакомпания прекратила операционную деятельность 6 апреля 2013 года, при этом все маршруты перевозчика перешли к Austrian Airlines.

## Переход под контроль Ryanair
В марте 2018 года лоукостер Ryanair объявил о приобретении пакета 25 % акция LaudaMotion, с условием расширения доли до 75 % в случае одобрения сделки регулирующими органами ЕС. В августе того же года Ryanair объявила, что доля компании в капитале LaudaMotion достигла 75 % и компания намерена увеличить флот своей дочерней компании с 9 до 18 самолётов. А уже в январе 2019 года было заявлено о том, что все 100 % акций перешли к Ryanair. В 2020 году все рейсы Lauda стали выполняться под кодом материнской компании - FR. В том же 2020 году прежняя головная структура Laudamotion GmbH прекратила существование и управление структурным подразделением Lauda осуществляется дочерней компанией Lauda Europe, прописанной на Мальте.

## Маршрутная сеть
Правление Austrian Airlines Group в ноябре 2006 года приняло решение о выводе из эксплуатации широкофюзеляжных самолётов Airbus к середине 2007, осуществляя перевозки на Boeing 767 и Boeing 777. В результате Lauda Air прекратила дальнемагистральные рейсы.

## Инциденты и катастрофы
- 26 мая 1991 года Boeing 767-3Z9ER при выполнении рейса 004, разбился в Таиланде в результате неуправляемого включения реверса, погибли 223 человека.

## Флот
Флот Lauda Air (на апрель 2008):
- 2 Airbus A320-200
- 1 Boeing 737—700
- 7 Boeing 737—800

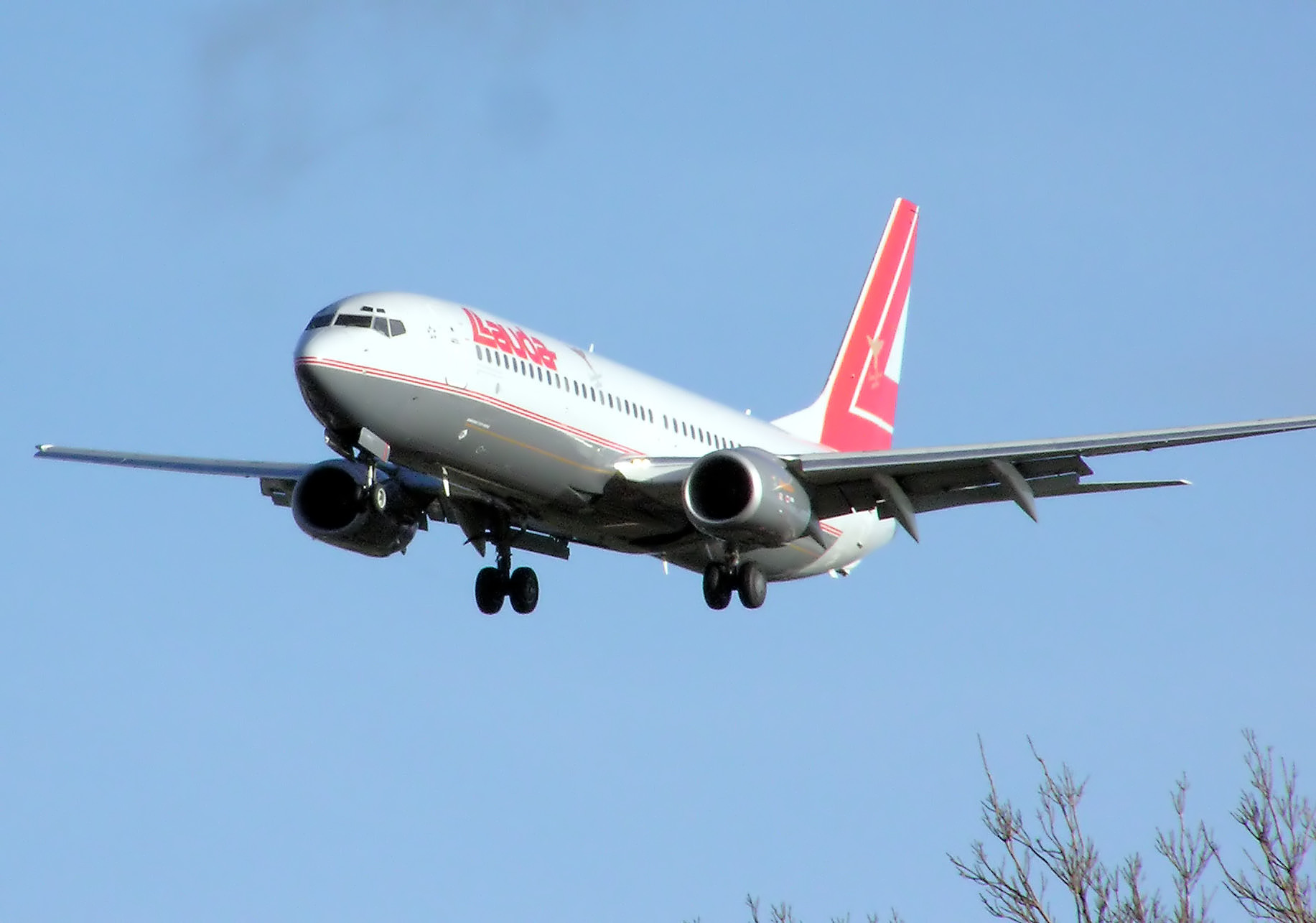
Boeing 737—700 Lauda Air

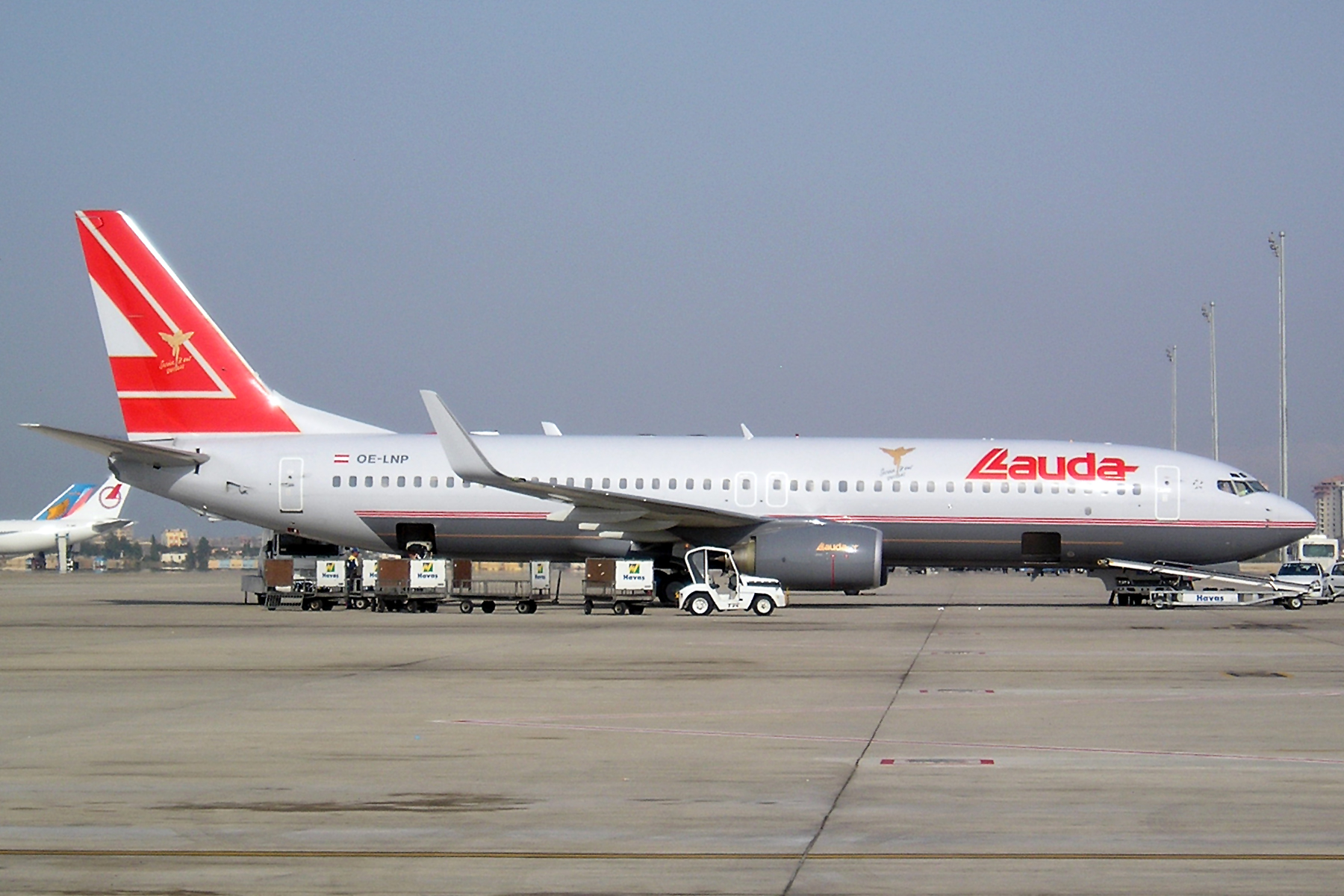
Boeing 737—800 Lauda Air

Lauda Air называла свои самолёты в честь знаменитостей, в том числе: Фредди Меркьюри, Джордж Харрисон, Грегори Пек, Фрэнк Заппа, Майлз Дэвис и Курт Кобейн (Boeing 737), а также Рэй Чарльз и Фрида Кало (A320).